# Andrzej Zając (koszykarz)
Andrzej Zając (ur. 1 lutego 1953 w Rzeszowie) – polski koszykarz występujący na pozycji obrońcy, wielokrotny medalista mistrzostw Polski.

## Osiągnięcia
Na podstawie, o ile nie zaznaczono inaczej.
Drużynowe
- Mistrz Polski (1975)
- Wicemistrz Polski (1973, 1974, 1979)
- Wicemistrz Polski (1976, 1977)
- Zdobywca pucharu Polski (1974)
- Finalista pucharu Polski (1973)
- Awans do ekstraklasy z Resovią Rzeszów (1971, 1983, 1987)